# أنتوني بيلر
أنتوني بيلر (بالإنجليزية: Anthony Peeler)‏ مواليد 25 نوفمبر 1969 في كانساس سيتي، هو لاعب كرة سلة أمريكي سابق أصبح مدرباً بدأ مسيرته الاحترافية في سنة 1992. تم اختياره من قبل فريق لوس أنجلوس ليكرز خلال الدرافت. يبلغ طوله 6 قدم 4 بوصة (1.9 م). اعتزل اللعب في 2005. أحرز خلال مسيرته في الإن بي إيه 8017 نقطة بمعدل 9.7 نقاط في المباراة الواحدة.

## المسيرة الاحترافية
لعب مع لوس أنجلوس ليكرز من سنة 1992 إلى 1996، ثم لعب مع فانكوفر جريزليز من سنة 1996 إلى 1998، ثم لعب مع مينيسوتا تمبر ولفز من سنة 1997 إلى 2003، ثم لعب مع سكرامنتو كينغز في موسم 2003–2004، ثم لعب مع واشنطن ويزاردز في موسم 2004–2005.

## روابط خارجية
- أنتوني بيلر على موقع إن بي أي (الإنجليزية)
- أنتوني بيلر على موقع سبورتس رفرنس (الإنجليزية)
- أنتوني بيلر على موقع كرة السلة الأوروبية.كوم (الإنجليزية)
- أنتوني بيلر على موقع كلية كرة السلة في سبورتس رفرنس.كوم (الإنجليزية)
- أنتوني بيلر على موقع ريلجم (الإنجليزية)
- أنتوني بيلر على موقع بروبوليرز (الإنجليزية)